# Kanton Tourcoing-Nord
Tourcoing-Nord (Nederlands: Tourcoing-Noord) is een voormalig kanton van het Franse Noorderdepartement. Het kanton maakte deel uit van het arrondissement Rijsel. Het kanton is in 2015 gedeeltelijk opgegaan in de nieuw gevormde kantons: kanton Roubaix-1 en het kanton Lambersart.

## Gemeenten
Het kanton Tourcoing-Nord omvatte de volgende gemeenten:
- Bousbecque
- Halluin
- Linselles
- Roncq
- Tourcoing (deels, hoofdplaats)